# Música per a la gimnàstica
Música per a la gimnàstica, JW VIII/13 (en txec Hudba ke kroužení kužely) és una composició per a piano de Leoš Janáček estrenada el 16 d'abril de 1893 en una representació de sokol a Brno.
El 29 de juny de 1895 es va tornar a tocar a Praga en la tercera trobada nacional de sokol. El 17 de setembre de 1989 es va escoltar a Londres al Circus Bumbelini.